# Christie Dawes
Christie Dawes née Skelton (nascida em 3 de maio de 1980) é uma atleta paralímpica australiana que compete em cadeira de rodas. Dawes foi integrante da equipe australiana de atletismo no revezamento 4 x 400 metros feminino das categorias T53 e T54, que conquistou a medalha de prata nos Jogos Paralímpicos do Rio de Janeiro, em 2016.
Disputou os Jogos Paralímpicos de Pequim 2008 e obteve a medalha de prata na prova feminina dos 4 x 100 metros T53–T54. Quatro anos depois, em Londres 2012, ficou com a medalha de bronze nos 5000 metros feminino da categoria T54.

## Detalhes
Dawes nasceu no ano de 1980. Quando jovem, Dawes se interessou pelo atletismo. Aos dez anos, sofreu um acidente de carro, sobreviveu e ficou paraplégica. Continuou sua carreira no atletismo e também assumiu o cargo de professora, lecionando na escola primária. É casada com seu treinador, Andrew Dawes, e o filho do casal nasceu em 2011.